# Список объектов всемирного наследия ЮНЕСКО в Андорре
В списке Всеми́рного насле́дия ЮНЕ́СКО в Кня́жестве Андо́рра значится 1 наименование (на 2014 год), это составляет 0,1 % от общего числа (1248 на 2025 год). Единственный объект включён в список по культурным критериям. Кроме этого, по состоянию на 2014 год, 2 объекта на территории Андорры находятся в числе кандидатов на включение в список всемирного наследия. Княжество Андорра ратифицировало Конвенцию об охране всемирного культурного и природного наследия 3 января 1997 года. Единственный объект, находящиеся на территории Андорры был занесены в список в 2004 году на 28-й сессии Комитета всемирного наследия ЮНЕСКО.

## Список
В данной таблице объекты расположены в порядке их добавления в список всемирного наследия ЮНЕСКО.
| # | Изображение | Название                                                             | Местоположение                                                                                        | Время создания | Год внесения в список | №    | Критерии |
| - | ----------- | -------------------------------------------------------------------- | --- | -------------- | --------------------- | ---- | -------- |
| 1 |             | Долина Мадриу Перафита-Кларор (кат. Vall del Madriu-Perafita-Claror) | Ближайшее поселение: Рамио Паррокии: Энкам, Андорра-ла-Велья, Сан-Жулиа-де-Лория, Эскальдес-Энгордань | —              | 2004                  | 1160 | v        |

## Предварительный список
В данной таблице объекты расположены в порядке их добавления в Предварительный список.
| # | Изображение | Название                                                                 | Местоположение                                                             | Время создания | Год внесения в список | №    | Критерии   |
| - | ----------- | ------------------------------------------------------------------------ | -------------------------------------------------------------------------- | -------------- | --------------------- | ---- | ---------- |
| 1 |             | Исторические памятники города Санта-Колома (кат. Santa Coloma d'Andorra) | Паррокия: Андорра-ла-Велья                                                 | С VI века      | 1999                  | 1268 | не указаны |
| 2 |             | Романские церкви в Андорре (кат. Esglésies romàniques d'Andorra)         | Паррокии: Энкам, Андорра-ла-Велья, Сан-Жулиа-де-Лория, Эскальдес-Энгордань | С XI века      | 1999                  | 1269 | не указаны |